# ليونارد شابيلو
ليونارد شابيلو (1683 - 1768 م) هو رجل دين ومستشرق، إنكليزي.
تخرج من كمبريدج. خلف أوكلي في كرسي اللغة العربية سنة 1720 م.
من آثاره: كتاب في قواعد العربية (1730 م) وترجمة لامية العجم للطغرائي إلى الإنكليزية (كمبريدج، 1758 م).